# The Sun Ain't Gonna Shine (Anymore)
"The Sun Ain't Gonna Shine (Anymore)" is een nummer geschreven door Bob Crewe en Bob Gaudio. In 1965 werd het voor het eerst opgenomen door Frankie Valli als solo-artiest. In 1966 brachten The Walker Brothers een succesvolle cover uit van het nummer op hun gelijknamige album. Ook Grant & Forsyth en Cher scoorden een hit met het nummer.

## Achtergrond
"The Sun Ain't Gonna Shine (Anymore)" werd voor het eerst uitgebracht door Frankie Valli in 1965. Zijn versie bereikte de Amerikaanse Billboard Hot 100 niet en bleef steken op plaats 28 in de "Bubbling Under"-lijst, waarmee het in feite piekte op plaats 128. Valli nam het nummer op tijdens een sessie van The Four Seasons waarbij de andere groepsleden aanwezig waren, maar desondanks werd het zijn eerste officiële solosingle sinds 1959. In 2019 was het nummer te horen tijdens de credits van de film Midsommar.
In 1966 brachten The Walker Brothers het nummer uit onder de titel "The Sun Ain't Gonna Shine Anymore", afkomstig van hun album met dezelfde titel. Deze versie kende meer succes dan de uitvoering van Valli. In het Verenigd Koninkrijk werd het een nummer 1-hit, en in de Amerikaanse Billboard Hot 100 kwam het tot de dertiende plaats. Ook in Canada, Duitsland, Ierland, Nieuw-Zeeland en Noorwegen werd het een top 10-hit. In Nederland kwam de single tot de negende plaats in de Top 40 en de zevende plaats in de Parool Top 20. In Vlaanderen bereikte de single de vijftiende plaats in de voorloper van de Ultratop 50. Deze uitvoering van het nummer werd gebruikt in de films Seeking a Friend for the End of the World en Stoker en de televisieserie Castle Rock.
In 1988 brachten Grant & Forsyth een versie van "The Sun Ain't Gonna Shine Anymore" als mashup met "Be My Baby" van The Ronettes uit op hun album The Grant & Forsyth Story. Het werd een hit in Nederland en Vlaanderen. In Nederland kwam deze versie tot de vijftiende plaats in de Top 40 en de zeventiende plaats in de Nationale Hitparade Top 100, terwijl in Vlaanderen de negende plaats van de voorloper van de Ultratop 50 werd bereikt. Daarnaast scoorde Cher in 1996 een hit in het Verenigd Koninkrijk met haar cover van het nummer, die tot plaats 26 kwam. Andere covers zijn uitgebracht door onder meer Clarence Clemons, Neil Diamond, David Essex, Russell Hitchcock, The Ides of March, Jay and the Americans, Keane, The Lettermen, Long John Baldry en Günther Neefs. Daarnaast werd het door Stars on 45 opgenomen in de medley Stars on 45 Volume 3.

## Hitnoteringen

### The Walker Brothers

#### Nederlandse Top 40
| Hitnotering: 16-04-1966 t/m 02-07-1966 | Hitnotering: 16-04-1966 t/m 02-07-1966 | Hitnotering: 16-04-1966 t/m 02-07-1966 | Hitnotering: 16-04-1966 t/m 02-07-1966 | Hitnotering: 16-04-1966 t/m 02-07-1966 | Hitnotering: 16-04-1966 t/m 02-07-1966 | Hitnotering: 16-04-1966 t/m 02-07-1966 | Hitnotering: 16-04-1966 t/m 02-07-1966 | Hitnotering: 16-04-1966 t/m 02-07-1966 | Hitnotering: 16-04-1966 t/m 02-07-1966 | Hitnotering: 16-04-1966 t/m 02-07-1966 | Hitnotering: 16-04-1966 t/m 02-07-1966 | Hitnotering: 16-04-1966 t/m 02-07-1966 | Hitnotering: 16-04-1966 t/m 02-07-1966 |
| Week                                   | 1                                      | 2                                      | 3                                      | 4                                      | 5                                      | 6                                      | 7                                      | 8                                      | 9                                      | 10                                     | 11                                     | 12                                     |                                        |
| -------------------------------------- | -------------------------------------- | -------------------------------------- | -------------------------------------- | -------------------------------------- | -------------------------------------- | -------------------------------------- | -------------------------------------- | -------------------------------------- | -------------------------------------- | -------------------------------------- | -------------------------------------- | -------------------------------------- | -------------------------------------- |
| Positie                                | 29                                     | 19                                     | 14                                     | 9                                      | 9                                      | 12                                     | 14                                     | 15                                     | 15                                     | 18                                     | 21                                     | 33                                     | uit                                    |

#### Parool Top 20
| Hitnotering: 16-04-1966 t/m 18-06-1966 | Hitnotering: 16-04-1966 t/m 18-06-1966 | Hitnotering: 16-04-1966 t/m 18-06-1966 | Hitnotering: 16-04-1966 t/m 18-06-1966 | Hitnotering: 16-04-1966 t/m 18-06-1966 | Hitnotering: 16-04-1966 t/m 18-06-1966 | Hitnotering: 16-04-1966 t/m 18-06-1966 | Hitnotering: 16-04-1966 t/m 18-06-1966 | Hitnotering: 16-04-1966 t/m 18-06-1966 | Hitnotering: 16-04-1966 t/m 18-06-1966 | Hitnotering: 16-04-1966 t/m 18-06-1966 | Hitnotering: 16-04-1966 t/m 18-06-1966 |
| Week                                   | 1                                      | 2                                      | 3                                      | 4                                      | 5                                      | 6                                      | 7                                      | 8                                      | 9                                      | 10                                     |                                        |
| -------------------------------------- | -------------------------------------- | -------------------------------------- | -------------------------------------- | -------------------------------------- | -------------------------------------- | -------------------------------------- | -------------------------------------- | -------------------------------------- | -------------------------------------- | -------------------------------------- | -------------------------------------- |
| Positie                                | 18                                     | 16                                     | 11                                     | 7                                      | 7                                      | 8                                      | 9                                      | 12                                     | 15                                     | 20                                     | uit                                    |

#### NPO Radio 2 Top 2000
| Nummer met noteringen in de NPO Radio 2 Top 2000 | '99 | '00 | '01 | '02 | '03  | '04 | '05  | '06  | '07  | '08  | '09  | '10  | '11  | '12  | '13 | '14  | '15 | '16  |
| ------------------------------------------------ | --- | --- | --- | --- | ---- | --- | ---- | ---- | ---- | ---- | ---- | ---- | ---- | ---- | --- | ---- | --- | ---- |
| The Sun Ain't Gonna Shine (Anymore)              | 692 | 937 | 676 | 886 | 1017 | 910 | 1095 | 1054 | 1066 | 1003 | 1017 | 1102 | 1121 | 1680 | -   | 1751 | -   | 1976 |

1. ↑  Een '-' betekent dat het nummer niet was genoteerd en een vetgedrukt getal geeft de hoogste notering aan.
2. ↑  Deze tabel is bijgewerkt tot en met de laatste editie (2024).

### Grant & Forsyth

#### Nederlandse Top 40
| Hitnotering: 19-03-1988 t/m 30-04-1988 | Hitnotering: 19-03-1988 t/m 30-04-1988 | Hitnotering: 19-03-1988 t/m 30-04-1988 | Hitnotering: 19-03-1988 t/m 30-04-1988 | Hitnotering: 19-03-1988 t/m 30-04-1988 | Hitnotering: 19-03-1988 t/m 30-04-1988 | Hitnotering: 19-03-1988 t/m 30-04-1988 | Hitnotering: 19-03-1988 t/m 30-04-1988 | Hitnotering: 19-03-1988 t/m 30-04-1988 |
| Week                                   | 1                                      | 2                                      | 3                                      | 4                                      | 5                                      | 6                                      | 7                                      |                                        |
| -------------------------------------- | -------------------------------------- | -------------------------------------- | -------------------------------------- | -------------------------------------- | -------------------------------------- | -------------------------------------- | -------------------------------------- | -------------------------------------- |
| Positie                                | 35                                     | 26                                     | 18                                     | 15                                     | 15                                     | 20                                     | 36                                     | uit                                    |

#### Nationale Hitparade Top 100
| Hitnotering: 27-02-1988 t/m 14-05-1988 | Hitnotering: 27-02-1988 t/m 14-05-1988 | Hitnotering: 27-02-1988 t/m 14-05-1988 | Hitnotering: 27-02-1988 t/m 14-05-1988 | Hitnotering: 27-02-1988 t/m 14-05-1988 | Hitnotering: 27-02-1988 t/m 14-05-1988 | Hitnotering: 27-02-1988 t/m 14-05-1988 | Hitnotering: 27-02-1988 t/m 14-05-1988 | Hitnotering: 27-02-1988 t/m 14-05-1988 | Hitnotering: 27-02-1988 t/m 14-05-1988 | Hitnotering: 27-02-1988 t/m 14-05-1988 | Hitnotering: 27-02-1988 t/m 14-05-1988 | Hitnotering: 27-02-1988 t/m 14-05-1988 | Hitnotering: 27-02-1988 t/m 14-05-1988 |
| Week                                   | 1                                      | 2                                      | 3                                      | 4                                      | 5                                      | 6                                      | 7                                      | 8                                      | 9                                      | 10                                     | 11                                     | 12                                     |                                        |
| -------------------------------------- | -------------------------------------- | -------------------------------------- | -------------------------------------- | -------------------------------------- | -------------------------------------- | -------------------------------------- | -------------------------------------- | -------------------------------------- | -------------------------------------- | -------------------------------------- | -------------------------------------- | -------------------------------------- | -------------------------------------- |
| Positie                                | 96                                     | 82                                     | 42                                     | 26                                     | 21                                     | 18                                     | 17                                     | 17                                     | 23                                     | 42                                     | 60                                     | 76                                     | uit                                    |